# Peter Fox

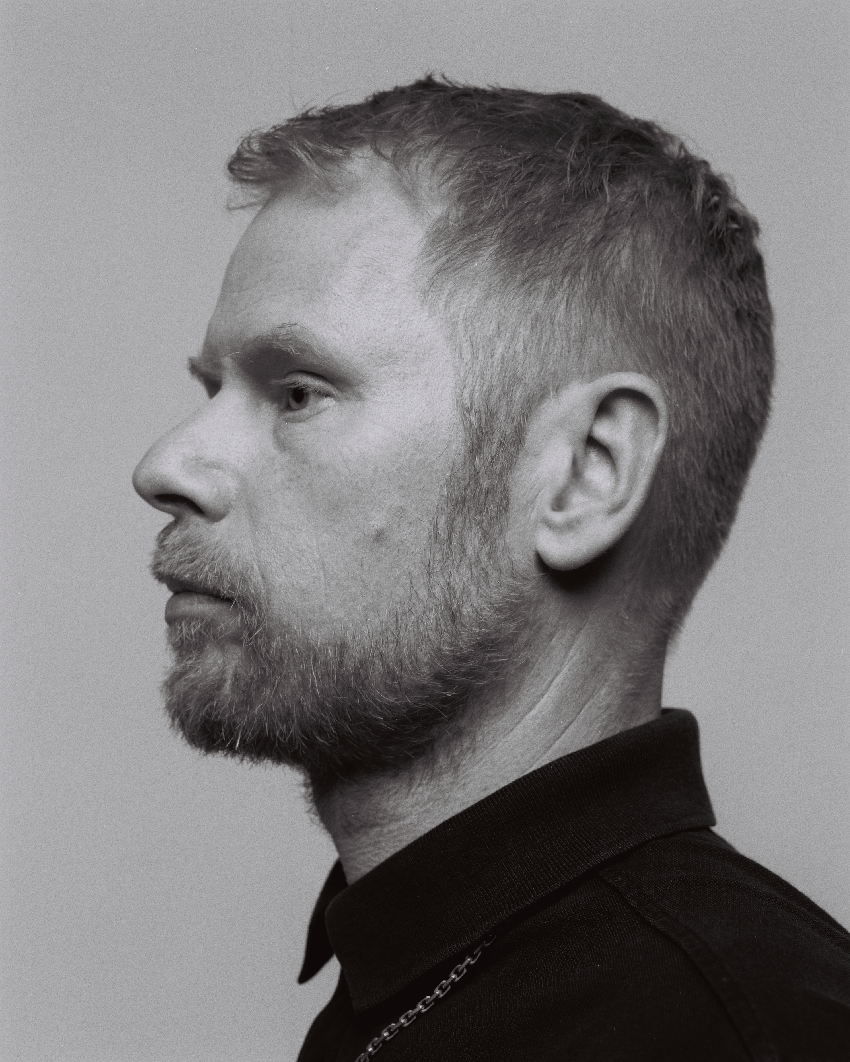
Peter Fox (2020)

Peter Fox (bürgerlich Pierre Baigorry, * 3. September 1971 in West-Berlin) ist ein deutscher Dancehall- und Hip-Hop-Musiker. Er ist einer der zwei Frontmänner der Band Seeed.

## Leben
Peter Fox wuchs in Berlin-Schönow im Bezirk Steglitz-Zehlendorf auf. Er ist der Sohn eines deutschen Lehrers polnischer Abstammung und einer französischen Baskin aus Saint-Étienne-de-Baïgorry. In seiner Kindheit begann er Klavier zu spielen und spielte im Schönower Posaunenchor. Später gründete er verschiedene Schülerbands. Sein Abitur machte er auf dem Goethe-Gymnasium in Berlin-Lichterfelde, zwischendurch besuchte er das Französische Gymnasium in Tiergarten. Nach der Schule begann er bei der Firma C. Bechstein eine Lehre als Klavierbauer, brach diese jedoch ab. Später arbeitete er in verschiedenen Plattenläden in Berlin und als DJ. Da keines seiner Bandprojekte Mitte der 1990er Jahre nennenswerten Erfolg hatte, begann er 1997 ein Studium der Sonderpädagogik und Anglistik.
Fox lebte lange Zeit in Berlin-Kreuzberg, was ihn zu den Texten seines Debütalbums Stadtaffe inspiriert hat. 2001 erlitt er eine Gesichtslähmung aufgrund einer Virusinfektion, die heute noch Auswirkungen in Form einer leichten Lähmung der rechten Gesichtshälfte hat.
Peter Fox lebt in Berlin-Lichterfelde West und hat zwei Kinder.

## Karriere

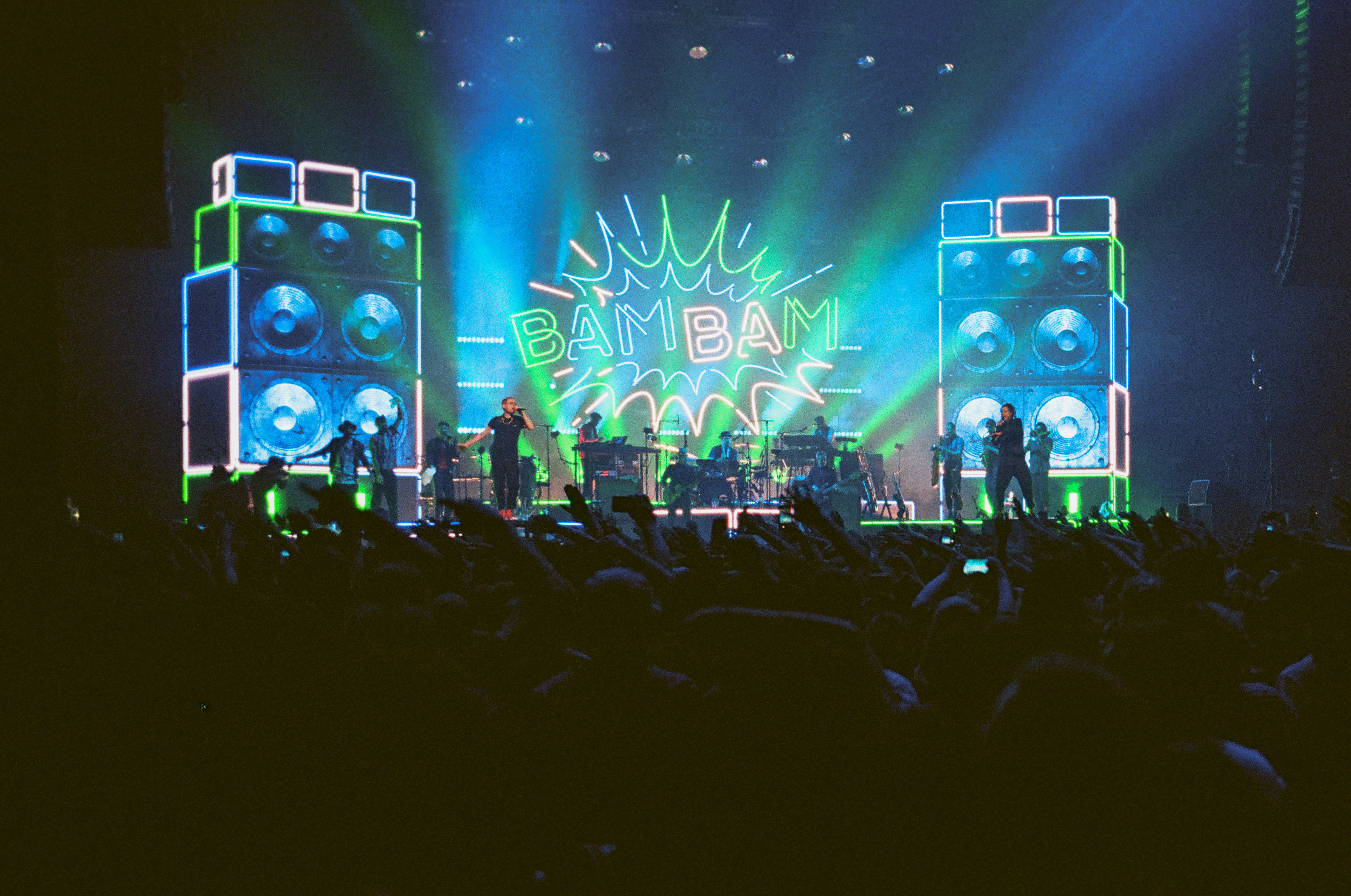
Seeed (2020)

Fox ist seit 1998 als einer der Sänger der Reggae/Dancehall-Gruppe Seeed aktiv. Black Kappa, ein jamaikanischer MC, der 2000/01 mit Seeed auf Tour und auf dem Song Dickes B vertreten war, nannte Pierre aufgrund seiner roten Haare „Foxy“ – daraus leitete er wohl seinen späteren Künstlernamen ab.
Am 1. November 2007 wurde der Track Fieber, den er zusammen mit K.I.Z singt, als Hörprobe auf seiner MySpace-Seite veröffentlicht. Im September 2008 erschien unter dem Titel Stadtaffe sein erstes Soloalbum, das im Februar 2009 den ersten Platz der deutschen Albumcharts erreichte. Es entstand ursprünglich aus der Idee im weitesten Sinne Hip-Hop- und Dancehall-inspirierte „Urban“ Beats mit zwei Schlagzeugern plus Orchester einzuspielen und den aus Atlanta stammenden Sänger CeeLo Green darüber singen zu lassen. Die gemeinsame Session war bereits verabredet. Da aber CeeLo in der Zwischenzeit einen Welthit mit dem Projekt Gnarls Barkley hatte, konnte er die gemeinsame Session nicht durchführen, sondern sollte sofort ein zweites Album mit Danger Mouse produzieren. Daraufhin entschied sich Fox, selber Songs auf die Beats zu schreiben, die er gemeinsam mit Monk und DJ Illvibe (The Krauts) produziert hatte. Die Musik wurde hauptsächlich von Orchester, u. a. dem Babelsberger Filmorchester und zwei Schlagzeugern eingespielt und dann am Computer editiert und finalisiert. Die Vorab-Single Alles neu erschien im August 2008.
Neben seiner Arbeit bei Seeed hatte Fox Gastauftritte bei anderen Künstlern, zum Beispiel in den Liedern Come Marry Me von Miss Platnum, Rodeo von Sido und Sekundenschlaf von Marteria. Ab Winter 2008 begleiteten Mitglieder der US-amerikanischen Drumline „Cold Steel“ Fox bei seinen Tourneen.
Am 13. Februar 2009 vertrat Fox mit seiner dritten Singleauskopplung Schwarz zu blau Berlin beim Bundesvision Song Contest 2009 und erreichte den ersten Platz. Damit hat er als einziger Interpret den Wettbewerb zweimal gewonnen (2006 zusammen mit Seeed) und gehört zusammen mit Monk und DJ Illvibe auch zu den einzigen Autoren, die zweimal siegten.

Peter Fox (2020)

Am 21. Februar 2009 erhielt er den Musikpreis Echo in der Kategorie „Hip-Hop/Urban“, den Echo-Kritikerpreis sowie – gemeinsam mit The Krauts – den Preis als „Produzent des Jahres“.
Anfang Juli 2009 erschien ein Artikel im Schweizer Magazin Sonntag, worin stand, dass er seine Solo-Karriere nach nur einem Album beenden werde, weil ihm der Rummel um seine Person zu groß werde. Fox stellte jedoch klar: „Das war immer so geplant. Ich wollte ein Projekt ausserhalb meiner Stammband veröffentlichen und dann machen wir mit SEEED weiter. Und selbst die Soloplatte war ursprünglich nicht mal als Album von mir geplant, sondern CeeLo Green sollte singen.“ Am 25. und 26. August 2009 gab er in Berlin zwei Abschiedskonzerte als Solokünstler.
Im September 2012 veröffentlichte er mit Seeed das Album SEEED.
2017/18 steuerte Peter Fox ein paar Instrumentals zum Soundtrack des Filmdramas Asphaltgorillas bei. Außerdem kündigte er mit Seeed an, 2019 ein Album zu veröffentlichen und wieder auf Tournee zu gehen. Im gleichen Jahr veröffentlichte er als Duopartner mit Sway Clarke zwei Singles der neugegründeten Band Ricky Dietz. Im Oktober 2019 erschien das Seeed-Album BAM BAM mit darauf folgender Tournee. Die für den Sommer 2020 geplanten Konzerte wurden wegen der COVID-19-Pandemie in Deutschland auf 2021 verschoben.
Im August 2020 erschien das Lied Lambo Lambo von KitschKrieg, auf dem er gemeinsam mit Trettmann als Feature-Gast singt.
Am 20. Oktober 2022 veröffentlichte Fox seine Single Zukunft Pink, bei der die Sängerin Inéz einen Gastauftritt hat. Am 3. März 2023 folgte eine weitere Single Vergessen wie. Sein zweites Soloalbum Love Songs erschien am 26. Mai 2023 und erreichte Platz eins der deutschen Charts.

## Weitere Projekte
Er war aktives Mitglied der politischen Plattform geht-auch-anders.de, für die er 2014 mehrere Interviews zur Energie- und Klimapolitik führte. 2014 gründete er gemeinsam mit Bryan Little „BÄM!“, die erste Berliner Drumline-Schule, um Kindern und Jugendlichen die Drumline-Kultur der amerikanischen High-Schools und Colleges zu vermitteln.
2017 veröffentlichte er gemeinsam mit Radio Eins sechs Folgen des politischen Podcasts Politricks, in dem es besonders um die Themen Nachhaltigkeit, Gerechtigkeitsfragen und Steuerpolitik ging.
In der 2021 veröffentlichten ersten Staffel der Mockumentary-Serie Die Discounter spielte er in zwei Episoden sich selbst.

## Diskografie
Studioalben

| Jahr | Titel Musiklabel                 | Höchstplatzierung, Gesamtwochen, AuszeichnungChartplatzierungen (Jahr, Titel, Musiklabel, Platzierungen, Wochen, Auszeichnungen, Anmerkungen) | Höchstplatzierung, Gesamtwochen, AuszeichnungChartplatzierungen (Jahr, Titel, Musiklabel, Platzierungen, Wochen, Auszeichnungen, Anmerkungen) | Höchstplatzierung, Gesamtwochen, AuszeichnungChartplatzierungen (Jahr, Titel, Musiklabel, Platzierungen, Wochen, Auszeichnungen, Anmerkungen) | Höchstplatzierung, Gesamtwochen, AuszeichnungChartplatzierungen (Jahr, Titel, Musiklabel, Platzierungen, Wochen, Auszeichnungen, Anmerkungen) | Anmerkungen                                                    |
| Jahr | Titel Musiklabel                 | DE | AT | CH | UK | Anmerkungen                                                    |
| ---- | -------------------------------- | --- | --- | --- | --- | -------------------------------------------------------------- |
| 2008 | Stadtaffe Downbeat Records (WMG) | DE1 ×1515-fach-Gold · (… Wo.)DE | AT1 ×2Doppelplatin · (187 Wo.)AT | CH4 Gold · (64 Wo.)CH | — | Erstveröffentlichung: 26. September 2008 Verkäufe: + 1.555.000 |
| 2023 | Love Songs Warner Music (WMG)    | DE1 Gold · (69 Wo.)DE | AT1 (17 Wo.)AT | CH1 (15 Wo.)CH | — | Erstveröffentlichung: 26. Mai 2023 Verkäufe: + 100.000         |

## Auszeichnungen
- 1 Live Krone
  - 2008: für Bestes Album (Stadtaffe)
  - 2009: für Bester Liveact
  - 2022: für Bester Song (Zukunft Pink, mit Inéz)[32]

- Comet
  - 2009: für Bestes Video (Alles neu)
  - 2009: für Star der Stars

- Echo Pop
  - 2009 für Hip-Hop/Urban
  - 2009: Kritikerpreis
  - 2009: für Produzent des Jahres
  - 2010: für Album des Jahres

- Weitere:
  - 2009: „Sieger“ des Bundesvision Song Contest (Schwarz zu blau)
  - 2010: European Border Breakers Award (Deutschland)
  - 2023: Polyton für Performance (Live 2023)[33]